# Gower Township (comté de Cedar, Iowa)
Gower Township est un township, du comté de Cedar en Iowa, aux États-Unis,.
Le township est nommé en la mémoire de Robert Gower, arrivé en 1841 et qui participe à la construction d'un pont.

## Source de la traduction
- (en) Cet article est partiellement ou en totalité issu de l’article de Wikipédia en anglais intitulé « Gower Township, Cedar County, Iowa » (voir la liste des auteurs).